# جون كادوجان
جون كادوجان (بالإنجليزية: John Cadogan)‏ هو كيميائي بريطاني، ولد في 8 أكتوبر 1930 في بيمبرلي ‏ في المملكة المتحدة.